# Curiosité naturelle
 (mars 2013).
Si vous disposez d'ouvrages ou d'articles de référence ou si vous connaissez des sites web de qualité traitant du thème abordé ici, merci de compléter l'article en donnant les références utiles à sa vérifiabilité et en les liant à la section « Notes et références ».
Une curiosité naturelle est un type de paysage naturel présentant un intérêt particulier en raison de sa rareté. Ces curiosités naturelles peuvent avoir une origine minérale (concrétions de pierres), être dues aux forces de la nature (soleil, vent, pluie) ou à l'action d'animaux.
Lorsque ces curiosités sont visibles, elles deviennent souvent un lieu de géotourisme ou écotourisme et peuvent constituer une source de revenus pour des zones qui autrement n'auraient que peu de moyens financiers. Ainsi le Gouffre de Padirac est située sur un causse peu propice à l'exploitation agricole, mais l'attrait touristique qu'il constitue fournit à la commune des revenus élevés. Cependant, une politique de préservation des visites humaines excessives est parfois nécessaire. En effet :
« Les musées, les monuments, les villages de caractère, les curiosités naturelles, les paysages culturels, les hôtels de charme ou les spectacles historiques constituent une ressource touristique recherchée. […] Cet engouement contribue de façon significative au développement économique et social des régions d'accueil, mais il n'est pas sans danger pour le patrimoine, objet de surexploitation et parfois dépossédé de sa signification culturelle. »
Les curiosités naturelles ont un intérêt très variable, pouvant aller d'un simple rocher aux formes étranges dans un village, connu essentiellement de l'office de tourisme local, à de vastes étendues où viennent les touristes du monde entier. Elles sont le plus souvent partie d'un géosite accessible au public, mais peuvent aussi faire partie d'une collection privée, dans le cas de terrains privatifs ou d'échantillons de roches.
Lorsque leur intérêt est particulièrement grand, des dispositifs légaux existent pour leur protection. En France, il s'agit du statut de Site naturel classé.

## Histoire
Les curiosités naturelles, parce qu'elles interrogent les visiteurs et les habitants de la région, donnent souvent lieu à des mythes et légendes. Le rocher Lorelei sur les bords du Rhin, est dans les légendes présumées habité par une nymphe, légende racontée le poète Heinrich Heine et qui a donné son ambiance à la Tétralogie de Richard Wagner[réf. souhaitée]. 
Les curiosités sont cependant devenues l'objet d'une visite spéciale depuis les débuts du tourisme au XXe siècle, les voyageurs recherchant « des “curiosités”, des sites exceptionnels dont la vue crée une rupture avec la monotonie quotidienne. »
En France, la loi du 21 avril 1906 organisait le classement des « monuments naturels », et dans un certain nombre de régions l'application de cette loi par les conseils municipaux avait pour objectif de limiter l'implantation de systèmes de production d'énergie hydroélectrique, en même temps qu'elle consacrait la réputation nationales de curiosités locales. Beaucoup plus récemment, le Label « Grand site de France » organise la protection des curiosités les plus fréquentées.
Malgré le soin attaché à sa mise en place, la protection des curiosités naturelles peut avoir des effets pervers. Il en est allé ainsi des gorges de l'Ardèche, dont le classement en réserve naturelle a causé une augmentation de fréquentation et des dommages causés par les visiteurs, dont le classement était justement censé protéger.
Ce n'est que depuis les années 1990 qu'un mouvement se développe dans l'objectif d'identifier systématiquement les sites d'intérêt géologique, notamment pour des motifs économiques et culturels.
Depuis 2008, dans le cadre de la Stratégie nationale de création d'aires protégées (SCAP), la Conférence permanente du patrimoine géologique, créée en 1998, participe à la définition du patrimoine géologique et des aires à protéger.

## Types
Leur origine est variée. Ils peuvent avoir comme origine un phénomène géologique, souvent l'érosion. Plus rarement, être formés par l'action de végétaux ou d'animaux microscopiques comme les Ronds de sorcières, ou plus rarement l'action humaine (La Mer de sable). Afin d'être connus du public, ils doivent présenter des caractéristiques particulières : forme particulièrement étrange, par exemple les Aiguilles d'Arves, un sommet en forme de tête de chat ; une étendue particulièrement grande, par exemple les Cercles de fées (Afrique) qui recouvrent des prairies semi-désertiques ; pouvoir prétendre être le plus grand exemple au monde d'un certain phénomène (cas du Lac de Cerknica) ; avoir donné lieu à d'intenses débats (Cité perdue du Kalahari). 
Si en général, leur classement comme patrimoine est postérieur à une grande renommée locale, il peut arriver que des débats locaux popularisés par la presse soient à l'origine de la reconnaissance de l'intérêt de la curiosité. Ainsi les spectaculaires gorges de Sierroz ne gagnent leur renommée nationale qu'après la noyade accidentelle d'une dame de compagnie d'Hortense de Beauharnais le 10 juin 1813.
La Conférence permanente du patrimoine géologique donnait en 2010 un début de critère pour l'identification de certains géosites, dans le but de leur exploitation et de leur protection :
« Certains de ces objets géologiques ou de ces géosites ont un caractère remarquable par leur exemplarité, leur rareté, leur unicité, leur lisibilité, leur état de conservation, leur potentialité pédagogique ou touristique, pour leur intérêt scientifique… voire leur beauté. Ils peuvent être « remarqués », à l’évidence, par tout un chacun, par l’image qu’ils offrent tout simplement, par leur esthétique ; ils le sont aussi, bien sûr, par leur intérêt scientifique déduit de leur analyse et alors peut-être seul le spécialiste sait le voir, les deux n’étant pas incompatibles. Enfin, ils se trouvent, c’est une évidence, dans la nature, in situ, mais aussi ex situ dans les collections publiques et privées.
 L’intérêt géologique principal, l’intérêt géologique secondaire, l’intérêt pédagogique, l’intérêt pour l’histoire de la géologie, la rareté à l’échelle régionale et enfin son état de conservation. Cette démarche  aboutit à une hiérarchisation des sites d’intérêt géologique ».

## Listes et protection
Les curiosités naturelles sont listés dans les ouvrages touristiques consacrés à la région où elles se trouvent. Celles qui ont une reconnaissance nationale sont listés par les ministères, voir par exemple la liste de sites naturels de France. Celles d'intérêt international peuvent être identifiés dans la liste du patrimoine géologique mondial.
Des monuments naturels sont répertoriés et protégés à travers le monde. Par exemple en France, depuis 1930 une loi protège les « monuments naturels et des sites de caractère artistique, historique, scientifique, légendaire ou pittoresque ».

### Exemples de curiosités géologiques
- Si vous ne connaissez pas le sujet, laissez ce bandeau (vous pouvez alors contacter les auteurs).
- Si vous supprimez le contenu mis en cause (vous pouvez préalablement contacter les auteurs),

argumentez précisément cette suppression dans la page de discussion
(un manque de référence n'est pas un argument ; une recherche réelle de référence doit avoir été effectuée, être formellement documentée).
Exemples d'articles présents sur Wikipédia concernant une curiosité naturelle.
- Afrique du Sud : la Cité perdue du Kalahari, les Cercles de fées
- Argentine :
  - Cerro de los Siete Colores ;
  - Chutes d'Iguazú ;
  - Serranía de Hornocal.
- Chine : le relief Danxia
- Espagne : la grande diagonale du Pic du Balaïtous
- États-Unis : Stone Mountain
- Finlande : le drumlin de Haukivuori
- France :
  - les aiguilles d'Arves ;
  - le Champ de roches à Barbey-Seroux ;
  - la trace d'un ancien rivage près de Bogny-sur-Meuse (voir Maugis) ;
  - le Cham des Bondons ;
  - le trou de Bozouls à Bozouls ;
  - les cheminées de fées de Boudes ;
  - le « trou météoritique » de Cabrerolles ;
  - l'ancien volcan de Essey-la-Côte ;
  - le Trou du Furet d'Eyzahut ;
  - les Gorges de la Fou ;
  - le Cirque de Gavarnie ;
  - la porte de Saint-Jean de Groseau ;
  - le trou de la marmite à Hauteville-Lompnes ;
  - le tombolo de l'Îlet Sainte-Marie en Martinique ;
  - les Trois Salazes et Le Souffleur dans l'île de La Réunion ;
  - le jardin des fées de Lutzelhouse ;
  - la cheminée volcanique de Marcols-les-Eaux ;
  - la Mer de sable ;
  - les septaria de Romain (Doubs) ;
  - le Sillon de Talbert ;
  - la Vallée du Salagou ;
  - la barre de poudingue de Saléon ;
  - le chapeau de gendarme de Septmoncel ;
  - le pic Saint-Loup (première montagne visible d'une embarcation depuis le Golfe du Lion) ;
  - le Puy de la Poix ;
  - le chaos du Rouchat à Rimeize ;
  - les cascades de Roquefort-les-Cascades ;
  - le mont Chenaillet à Saint-Austremoine ;
  - l'aiguille Percée à Tignes ;
  - Cinq des sept merveilles du Dauphiné, dans l'Isère.
- Jamaïque : Pays Cockpit
- Maurice : les terres colorées de Chamarel
- Portugal : la cascade Cascata de Fisgas do Ermelo du Parc naturel du Alvão
- Roumanie : Volcans de boue de Berca
- Slovénie : Lac de Cerknica
- Suisse : lac souterrain de Saint-Léonard
- Viêt Nam : le massif karstique de Đồng Văn